# Holloway Road (métro de Londres)
Holloway Road est une station de la Piccadilly line du métro de Londres, en zone 2. Elle est située dans le borough londonien d'Islington.
Son bâtiment est classé Grade II listed building.

## À proximité
- Emirates Stadium
- Gare de Drayton Park, exploitée par First Capital Connect